# Catedral de Nuestra Señora Reina del Rosario (Toledo)
La Catedral de Nuestra Señora Reina del Santísimo Rosario  (en inglés: Our Lady Queen of the Most Holy Rosary Cathedral) es una iglesia católica ubicada en Collingwood 2535 Boulevard, en el Old West End de Toledo, Ohio en Estados Unidos La catedral es la iglesia madre de las 124 parroquias de la diócesis de Toledo en Ohio. Esta catedral es única arquitectónicamente ya que fue diseñada en el estilo plateresco español. Fue diseñado teniendo en cuenta a su ciudad hermana de Toledo en España. Terminada en 1931,  fue construida en el espíritu de las grandes catedrales europeas de la Edad Media. 
En 2000, la parroquia catedral de la Virgen del Rosario completó una restauración del interior de la iglesia, que eliminó muchas décadas de hollín acumulado a partir de calderas de carbón y fuel-oil para devolver el brillo y lustre originales de los mosaicos de arte.

## Véase también

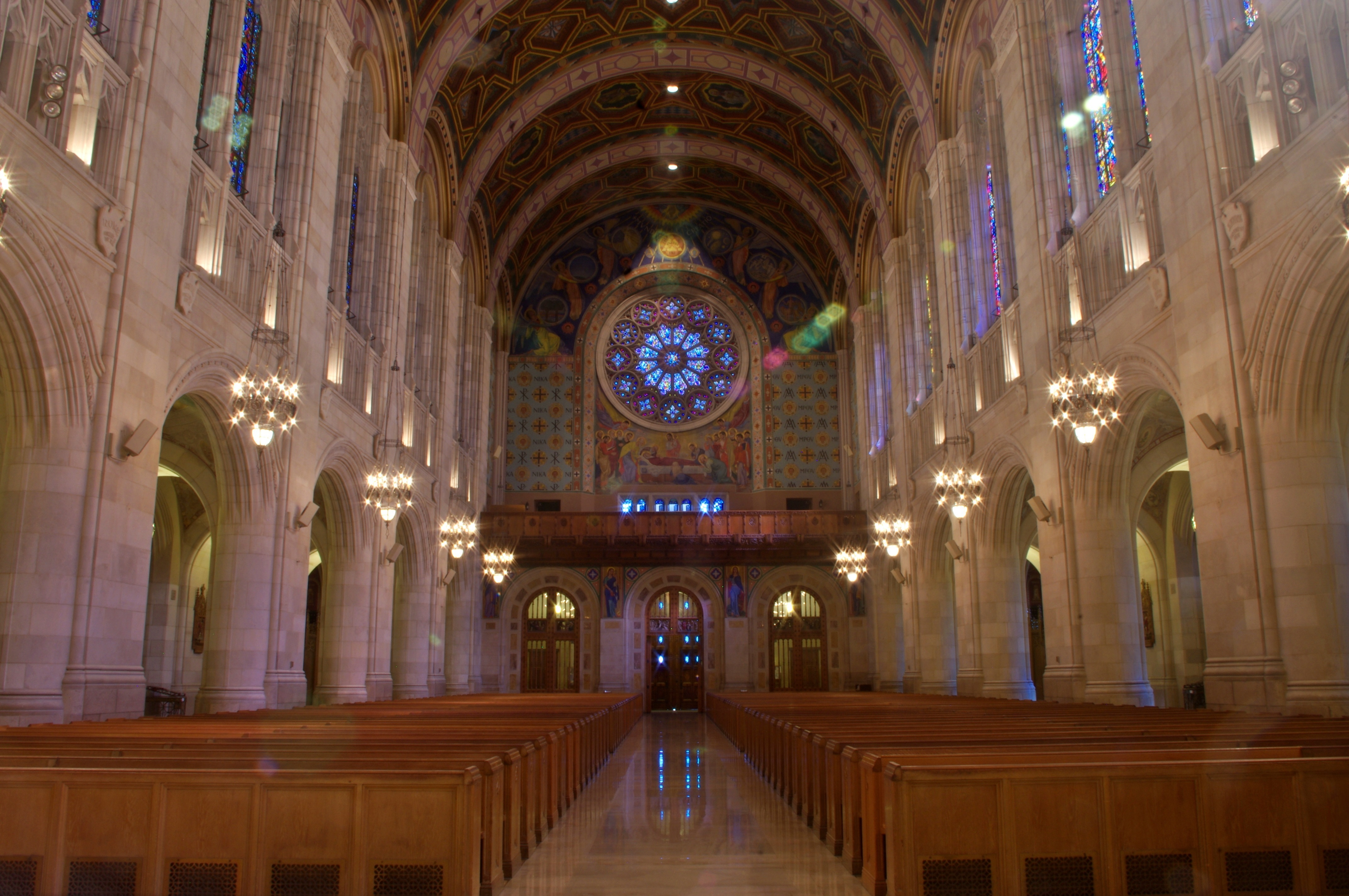
Vista interna